# Anuga complexa
Anuga complexa là một loài bướm đêm trong họ Noctuidae.